# Stade Aoued-Meflah
 (octobre 2018).
Si vous disposez d'ouvrages ou d'articles de référence ou si vous connaissez des sites web de qualité traitant du thème abordé ici, merci de compléter l'article en donnant les références utiles à sa vérifiabilité et en les liant à la section « Notes et références ».
Le stade Aoued-Meflah (en arabe : ملعب عواد مفلح) est un stade de football situé au centre-ville de Mascara. C’est l’un des plus anciens stades d'Algérie. Il peut réunir 10 000 spectateurs.

## Histoire
Le stade est inauguré en 1925 sous le nom de Stade municipal de Mascara, dans le faubourg Faidherbe en lieu et place de l'ancien marché aux bestiaux. Financé par Antoine Gréfier, le président de l'AGS Mascara, il prend alors son nom et devient le Stade Antoine-Gréfier. C'est l'un des premiers stades de la Ligue en dehors d'Oran. Le FC Grenoble participe à l'inauguration. À la même époque est fondé le Gallia Club de Mascara (désormais Ghali Club) qui rejoint l'AGSM au nouveau stade municipal. C'est cette équipe qui remportera en 1951, le seul titre de champion d'Oran.
En 1962, après l'indépendance de l'Algérie, l'enceinte est rebaptisée stade Aoued-Meflah, du nom de l'ancienne star Aoued Meflah qui a notamment évolué au Gallia, à l'Avant Garde et aussi en France. Le stade Aoued-Meflah demeura le stade principal de la ville jusqu'à l'inauguration du nouveau Stade de l'Unité Africaine en 1986. L'enceinte est encore utilisée aujourd'hui, notamment par les équipes cadettes GC Mascara.

## Matches importants accueillis
| Date           | Match                           | Résultat | Type         |
| -------------- | ------------------------------- | -------- | ------------ |
| 3 juin 1931    | AGS Mascara -et- SO Montpellier | 0 - 3    | March Amical |
| 25 mai 1932    | AGS Mascara -et- FC Sète        | 1 - 2    | March Amical |
| 12 juin 1932   | AGS Mascara -et- SO Montpellier | 1 - 4    | March Amical |
| 14 juin 1932   | Valence CF -et- SO Montpellier  | 3 - 2    | March Amical |
| 7 janvier 1934 | AGS Mascara -et- Bocskai FC     | 1 - 6    | March Amical |
| 11 juin 1949   | GC Mascara -et- FC Sète         | 1 - 1    | March Amical |